# جهان هولوگرافیک
جهان هولوگرافیک (به انگلیسی: The Holographic Universe) کتابی نوشتهٔ مایکل تالبوت است.

## نقد
محمد رضا توکلی صابری در نقد این کتاب می‌نویسد:
متأسفانه او(مایکل تالبوت) در این کتاب نه تنها هیچ توضیح عقلانی از این پدیده‌ها به دست نمی‌دهد و هیچ‌یک از این ادعاها را ثابت نمی‌کند، بلکه خواننده ایرانی هم هیچ رابطه‌ای بین مفاهیم مورد ادعا در این کتاب و عرفان اسلامی یا ایرانی نمی‌یابد. انبوه خیال‌بافی‌های موجود در این کتاب برای کسی که در جهان واقعی زندگی می‌کند، تفکر عقلانی دارد، و مبادی علوم را می‌داند واقعاً حیرت ور است. این کتاب به استدلال منطقی و تفکر عقلانی نه پوزخند، بلکه قهقهه زده است. دنیای تالبوت دنیای هولوگرافی نیست، دنیای هپروت و هالوسالاری است. «جهان هولوگرافیک» تالبوت کاریکاتوری از مُثُل افلاطونی همراه با آمیزه‌ای از خرافات است. تنها بخشی از کتاب که حاوی حقایق علمی است، بخشی است که به توضیح هولوگرافی می‌پردازد، که البته در این مورد هم تالبوت زیاد موفق نبوده است و خیالات خود را در میان توضیحات علمی جا زده است. تالبوت البته کتاب‌های شبه علمی زیادی نوشته است و افسانه پردازی‌های زیادی کرده است، ولی این کتاب از نظر تحمیق مردم، واقعاً سرآمد آن‌هاست. او با نوشتن این کتاب ژانر جدیدی به نام «افسانه شبه علمی» (pseudoscientific fiction) به وجود آورده که کاریکاتوری است از افسانه‌های علمی (science fiction) و شبه علم (pseudoscience).
مصطفی یاوری آیین نیز به نقد این کتاب می‌پردازد و می‌نویسد: کتاب تالبوت آشکارا شبه علم است، از مقدماتی به ظاهر علمی استفاده کرده و نتیجه هایی عجیب و غریب گرفته است. پر است از ارجاعات به آدم ها و مراجعی که علمی نیستند، اما او آنها را علمی می خواند.

## به فارسی
داریوش مهرجویی این کتاب را به فارسی ترجمه و منتشر کرده است. او در مقدمهٔ این کتاب می‌نویسد:
کتاب جهان هولوگرافیک را چند سال پیش، دوست عزیزم داریوش شایگان، در سفر آمریکا کشف کرد،
و گویا چنان به هیجان آمده بود، که چند روز بعد را فقط صرف صحبت در باب این کتاب کرده بود!
و من وقتی آن را خواندم، عین یک داستان شیرین هیجان انگیز بود، که در عین حال داشت به سؤال‌های بزرگِ هستی شناختی
یزدان شناختی، و فلسفی من نیز جورِ خاصی، جواب روشن امروزی می‌داد (فارغ از رمز و راز و ابهام) که تا حدی باور پذیر می‌نمود...
خاصیت دیگر این کتاب آنست که شاید تلنگر ناچیزی باشد به کسانی که موج مدرنیته، دل و ایمانشان را شبهه دار کرده و غبار شک بر آن نشانده است، و نیز آنهایی که از سخنان متافیزیکی بی محتوا خسته شده‌اند . . .